# سيرغي أوفتشنكوف
سيرغي أوفتشنكوف (بالروسية: Овчинников, Сергей Владимирович)‏ هو لاعب كرة قدم روسي في مركز الهجوم، ولد في 7 ديسمبر 1984 في غايري في روسيا. لعب مع سبارتاك نالتشيك ولوخ إينيرجيا فلاديفوستوك ولوكوموتيف موسكو ونادي أوليسيس.